# Kostel servitů (Innsbruck)
Kostel servitů je římskokatolický kostel v Innsbrucku. Nachází se na ulici Maria-Theresien-Straße v centru. Je zasvěcený svatému Josefovi a připojen ke klášteru řádu služebníků Mariiných.
V letech 1613 až 1616 byl založen klášter vdovou po arcivévodovi Ferdinandovi II., Annou Kateřinou Gonzagovou. Rozkvět kláštera proběhl za podpory Habsburků. První stavba vyhořela v roce 1620, kdy bylo vše zničeno. Giovanni Speraindio Colleto řídil novou výstavbu. V roce 1626 byl kostel vysvěcen. Hlavní oltář v roce 1628 na zakázku arcivévody Leopolda V. vytvořil sochař a štukatér Matthias Carneri. V roce 1722 byla přistavěna boční kaple a Peregriniho kaple v roce 1731; současná věž byla postavena v roce 1899 Johannem Wunibaldem Deiningerem. Dne 3. listopadu 1938 převzal klášter, jako první v Innsbrucku, národně socialistický režim. Při leteckém náletu 15. prosince 1943 byla budova těžce poničena. Po roce 1945 proběhla rekonstrukce, řeholníci se vrátili a od roku 1947 se starají o nově vzniklou farnost sv. Josefa. Renovace proběhly v letech 1968 a 1990.
Kostel je jednoduchá prodloužená budova rovnoběžná s ulicí, s chórem, barokní jižní věží a vyčnívajícím arkýřem kaple. Nad štukovanými pilastry je lunetová klenba. Stropní malba a freska na vnější stěně arkýře byly vytvořeny v letech 1947 až 1953 Hansem Andreem.